# NR Canis Majoris
NR Canis Majoris (NR CMa) es una estrella en la constelación del Can Mayor de magnitud aparente +5,62 que se encuentra a 301 años luz de distancia.
Dentro de 2.972.000 años se hallará a 57 años luz, la mínima distancia a la que estará del sistema solar, momento en el que brillará con magnitud +1,98.

## Características
NR Canis Majoris es una estrella blanca de la secuencia principal de tipo espectral A9Vn, también catalogada como F2V.
Tiene una temperatura efectiva de 7145 K y una luminosidad 44 veces superior a la luminosidad solar.
Se piensa que está abandonando la secuencia principal, lo que viene respaldado por su excesiva luminosidad así como por su tamaño; a partir de su diámetro angular estimado, 0,55 milisegundos de arco, se puede evaluar que su radio es 5,4 veces más grande que el radio solar.
Gira sobre sí misma con una velocidad de rotación igual o mayor de 185 km/s y tiene una masa 2,18 veces mayor que la del Sol.
NR Canis Majoris tiene una compañera estelar visualmente separada de ella 1,52 segundos de arco.
La magnitud aparente de dicha acompañante es +9,51.
La órbita galáctica de NR Canis Majoris, con una notable excentricidad de e = 0,46, determina que su distancia respecto al centro de la galaxia varíe entre 7,3 y 19,8 kilopársecs.
En la actualidad se encuentra muy próxima al periastro, coincidiendo con el sistema solar, pero en un futuro volverá a alejarse considerablemente del centro de la Vía Láctea.

## Variablidad
NR Canis Majoris es una variable Delta Scuti cuyo brillo varía 0,02 magnitudes en un período de 0,1662 días.
Su variabilidad fue descubierta por el satélite Hipparcos.
Las variables Delta Scuti, también denominadas cefeidas enanas, experimentan variaciones en su brillo debidas a pulsaciones radiales y no-radiales de su superficie.
Caph (β Cassiopeiae), ρ Puppis y θ2 Tauri son las más brillantes dentro de este grupo.